# Abraham Bosschaert
Abraham Bosschaert (Middelburg, 1612 – Utrecht, 1643) è stato un pittore olandese.

## Biografia

Fiori in un vaso con insetti (1617)

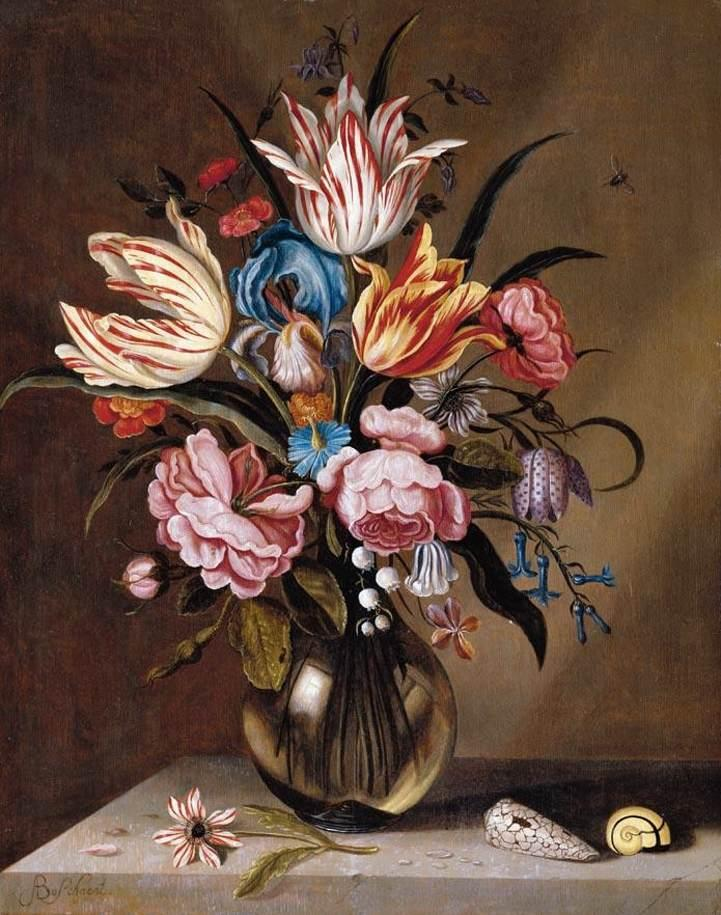
Fiori in un vaso di vetro

Non si conoscono con precisione il luogo e la data di nascita di Abraham Bosschaert, anche se molte fonti indicano nel 1612 o 1613 la sua data di nascita e la località di nascita in Middelburg.
Appartenne ad una famiglia di lunga tradizione artistica: suo padre fu Ambrosius Bosschaert, pittore di nature morte del Secolo d'oro olandese, mentre suo fratello Johannes Bosschaert seguì le orme e lo stile pittorico del padre.
Come suo padre Ambrosius Bosschaert e i fratelli maggiori, firmò le sue opere con un monogramma: AB, ma questo è stato scoperto solamente nel 1992.
Per quanto riguarda la sua formazione, secondo molte fonti furono i suoi fratelli maggiori Ambrosius Bosschaert II e Johannes Bosschaert i suoi primi insegnanti dopo la morte di suo padre nel 1623, ma prese anche lezioni da suo zio Balthasar van der Ast a Utrecht dal 1628.
Le informazioni storiche che ci sono pervenute, informano che Bosschaert era iscritto alla gilda di Anversa nel biennio 1630-1632, ma nel 1633 rientrò nei Paesi Bassi per iscriversi alla gilda di Middelburg, con la quale lavorò fino al 1636.
Successivamente, pochi anni dopo, nel triennio 1637-1640, entrò nella Corporazione di San Luca in Utrecht, dove presumibilmente restò fino alla sua morte, anche se fu attivo anche ad Amsterdam.
Bosschaert è conosciuto soprattutto come pittore di fiori, inseriti prevalentemente in vasi, talvolta in immagini grandiose, altre volte in sistemazioni miniaturistiche, in sintonia con il primo movimento del fiorismo olandese tardocinquecentesco, caratterizzato dal manierismo, ma distintosi per un gusto personale di stilizzazione.
Certamente l'arte di Bosschaert ebbe anche influenze con la pittura floreale fiamminga, che sicuramente conosceva grazie alla frequentazione della bottega di Jan Brueghel il Vecchio, durante il suo soggiorno ad Anversa. Si distinse dalla pittura brillante fiamminga per uno stile più rigorista.
La sua produzione è considerata tra le più eminenti nel il campo della natura morta floreale della prima metà del XVII secolo in contesto fiammingo-olandese.
Tra gli allievi che Bosschaert influenzò, si può menzionare Roelant Savery.
I lavori di Bosschaert sono conservati ed esposti in numerosi musei, tra i quali il Mauritshuis e il Museo Bredius a L'Aia, il Rijksmuseum di Amsterdam, ad Anversa, a Bruxelles, a Vienna.
Abraham Bosschaert morì ad Utrecht nel 1643.

## Opere
- Natura morta con rose, tulipani e iris assieme;
- Mazzo di fiori in un vaso posto su ...;
- Fiori in un vaso di vetro;
- Pezzo di fiori primaverili in un vaso di vetro;
- Una rosa rosea e un garofano rosso e bianco su ...;
- Natura morta di fiori in un vaso su ...;
- Natura morta floreale;
- Bouquet di tulipani, iris e rosa in uno ...;
- Due cavalli in piedi in un paesaggio boscoso, ...;
- Due cavalli da uno sperone roccioso.